# Distrito de Kurbin
El distrito de Kurbin (en albanés: Rrethi i Kurbinit) fue uno de los 36 distritos de Albania. Tenía una población de 54,000 habitantes (2004) y una superficie de 235 km². Se localizaba al oeste del país, teniendo como capital a la ciudad de Laç.
En 2015 se creó el actual municipio de Kurbin recuperando los límites del antiguo distrito.